# 布達佩斯有軌電車

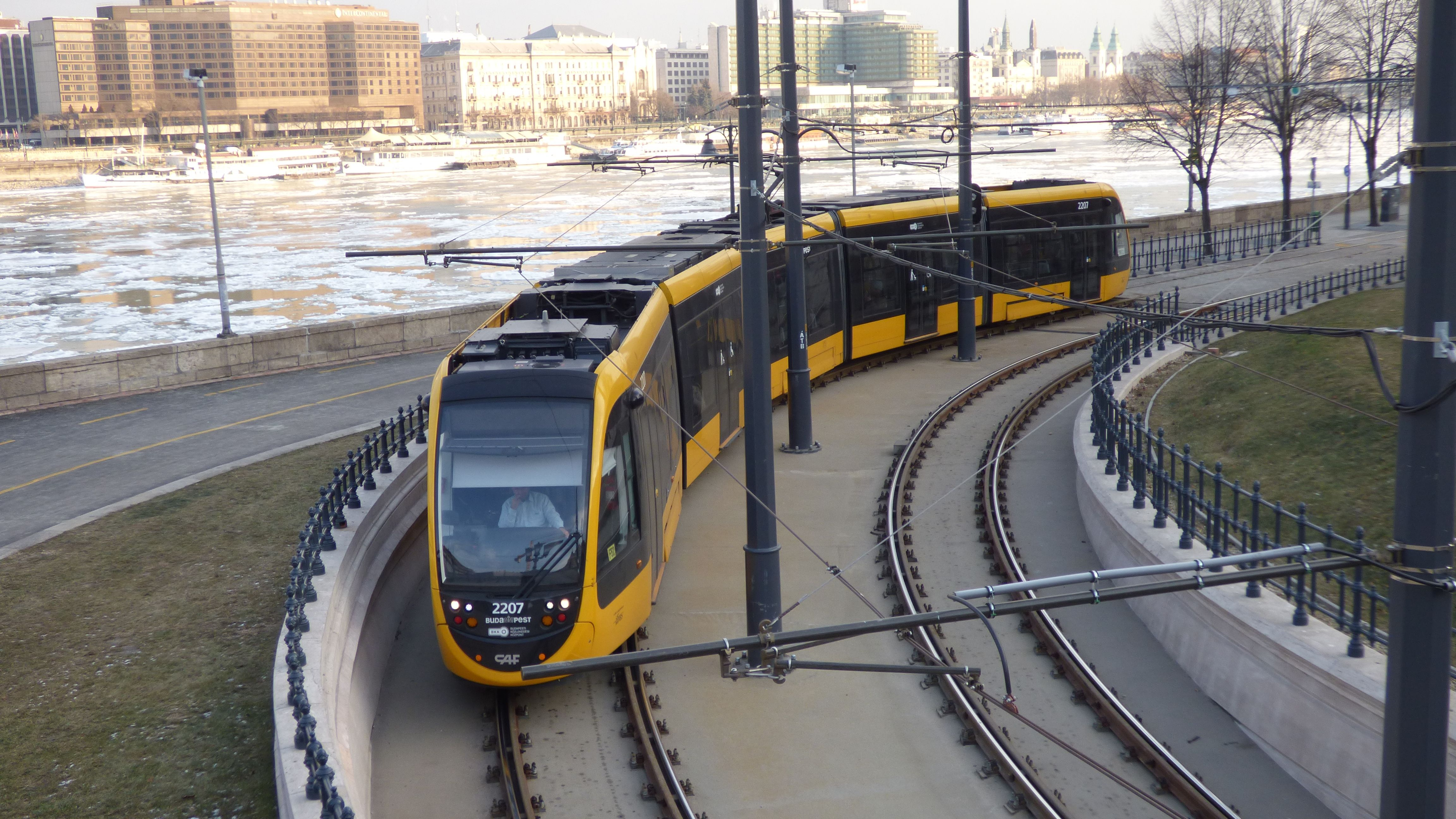
19號線的列車（2017年攝）

布達佩斯電車（匈牙利語：Budapesti villamos）是匈牙利布達佩斯的路面電車系統，為該城的大眾交通運輸系統之一，其乘客數甚至超過布達佩斯地鐵。布達佩斯電車開始運營於1866年，是世界規模最大的電車路線網之一。

## 外部連結
- Budapesti Közlekedési Vállalat (BKV) - official site （匈牙利文）
- Budapesti Közlekedési Vállalat (BKV) - official site （英文）
- Budapest network map (including tram lines) (pdf) （页面存档备份，存于）
- The GS Tram site - Budapest （页面存档备份，存于）
- Villamosok.hu （页面存档备份，存于） （英文）
- Trams of Hungary （页面存档备份，存于）